# Nigui-saff
Nigui-Saff est un village de Côte d'Ivoire située dans le district du Bas-Sassandra (au sud-ouest du pays) au bord du golfe de Guinée.
C'est le lieu de naissance de la danse du Mapouka, en vogue dans toute l'Afrique de l'ouest et en Afrique centrale.